# Liste der Biografien/Fischi
Liste der Biografien |
Portal Biografien |
Personensuche
# |
A |
B |
C |
D |
E |
F |
G |
H |
I |
J |
K |
L |
M |
N |
O |
P |
Q |
R |
S |
T |
U |
V |
W |
X |
Y |
Z |
?
 
Fa |
Fe |
Ff |
Fh |
Fi |
Fj |
Fk |
Fl |
Fm |
Fn |
Fo |
Fr |
Ft |
Fu |
Fy
 
Fia |
Fib |
Fic |
Fid |
Fie |
Fif |
Fig |
Fih |
Fii |
Fij |
Fik |
Fil |
Fim |
Fin |
Fio |
Fip |
Fiq |
Fir |
Fis |
Fit |
Fiu |
Fiv |
Fix |
Fiz
 
Fisa |
Fisb |
Fisc |
Fise |
Fish |
Fisi |
Fisk |
Fisl |
Fism |
Fiso |
Fisq |
Fiss |
Fist |
Fisu |
Fisz
 
Fisce |
Fisch |
Fiscu
 
Fischa |
Fischb |
Fischd |
Fische |
Fischg |
Fischh |
Fischi |
Fischl |
Fischm |
Fischn |
Fischo |
Fischt
Die Liste der Biografien führt alle Personen auf, die in der deutschsprachigen Wikipedia einen Artikel haben. Dieses ist eine Teilliste mit 10 Einträgen von Personen, deren Namen mit den Buchstaben „Fischi“ beginnt.

## Fischi

### Fischie
- Fischietti, Domenico, italienischer Komponist
- Fischietti, Enzo (* 1950), italienischer Filmregisseur und Drehbuchautor

### Fischin
- Fischinger, Alexander (* 1964), deutscher Fußballtrainer
- Fischinger, Emil Gottfried (1860–1931), deutscher Elektrotechniker
- Fischinger, Hans (* 1909), deutscher Filmregisseur
- Fischinger, Johann Baptist Ignaz (1768–1844), Politiker
- Fischinger, Lars A. (* 1974), deutscher Schriftsteller; Sachbücher über UFOs und Prä-AstronautikLars A. Fischinger (* 1974)

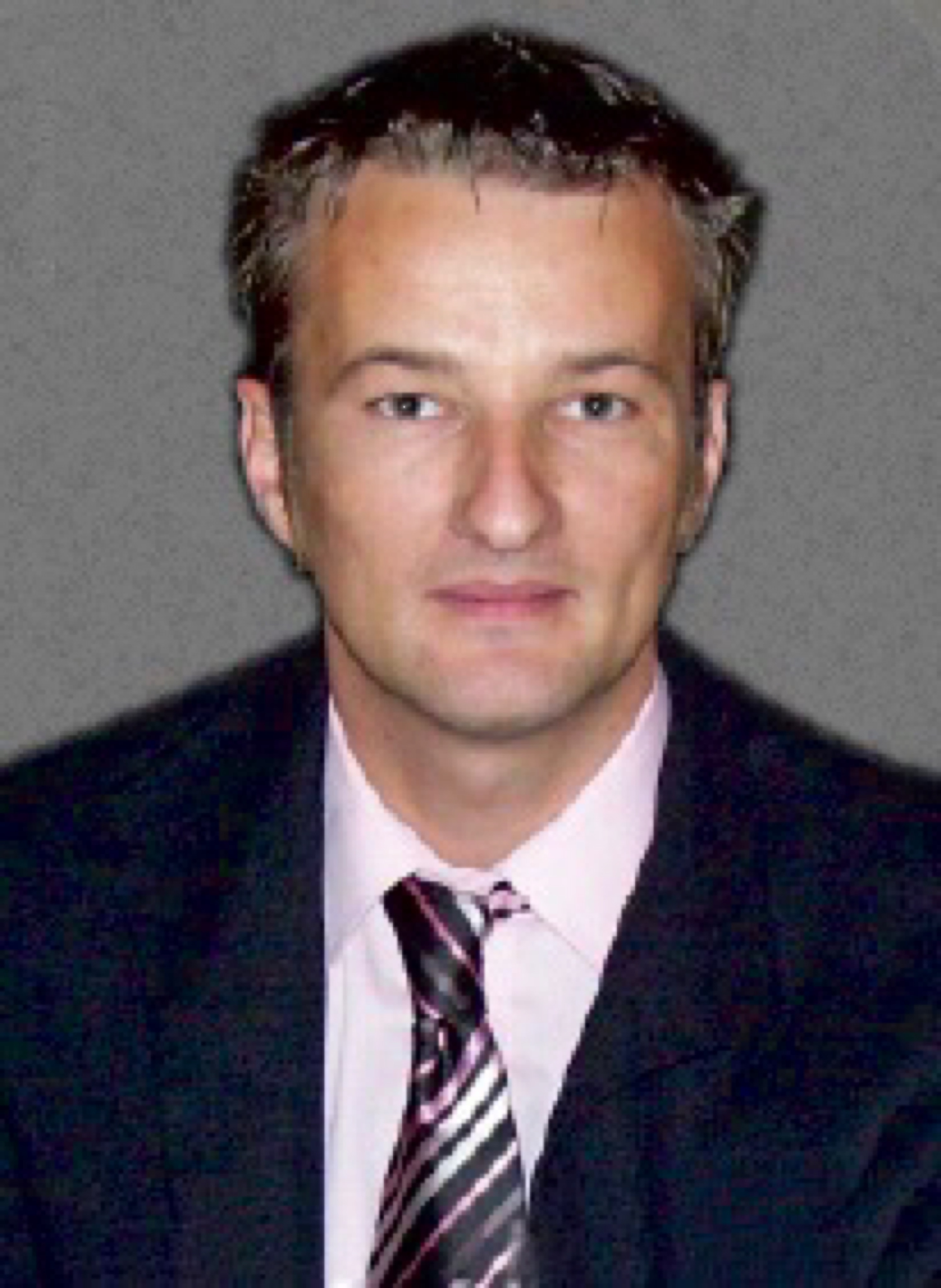
Lars A. Fischinger (* 1974)

- Fischinger, Oskar (1900–1967), deutschamerikanischer Filmemacher und Pionier des abstrakten Films
- Fischinger, Philipp S. (* 1979), deutscher Rechtswissenschaftler und Hochschullehrer

### Fischio
- Fischione, Livio Reginaldo (1925–2009), italienischer Geistlicher, Apostolischer Vikar von Riohacha, Kolumbien